# Château de Pujols (Pyrénées-Orientales)
Le château de Pujols, sur la commune d'Argelès-sur-Mer, dans le département français des Pyrénées-Orientales, est un château construit au XIIIe siècle.

## Historique
Construit au XIIe siècle, le château de Pujols est cédé par les comtes de Roussillon à l'abbaye Sainte-Marie de Fontfroide qui en fait une grange et en reste propriétaire jusqu'au XVe siècle.
Le château de Pujols fait l'objet d'une inscription des monuments historiques depuis le 2 mai 1956.